# Karl Bernhard Ritter

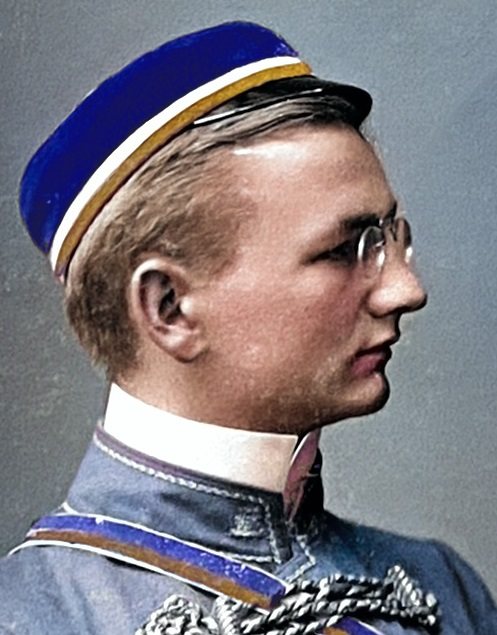
Karl Bernhard Ritter als Fux im Heidelberger Wingolf (1909)

Karl Bernhard Ritter (* 17. März 1890 in Hessisch Lichtenau; † 15. August 1968 in Königstein im Taunus) war ein deutscher evangelischer Theologe und Politiker (DNVP). Er gehörte zu den Gründern der Berneuchener Bewegung und verfasste zahlreiche Schriften zu einer gestalteten, kirchlich verankerten Spiritualität.

## Leben
Ritter wurde am 17. März 1890 in Hessisch Lichtenau als Sohn des evangelischen Pfarrers Gottfried Theodor Ritter und dessen Frau geboren. Er war ein Bruder des Historikers Gerhard Ritter (1888–1967), des Orientalisten Hellmut Ritter (1892–1971) und des Chemikers und Industriellen Friedbert Ritter (1900–1981). Einen Teil seiner Schulzeit verbrachte er am Evangelisch Stiftischen Gymnasium Gütersloh. Nach dem Schulbesuch nahm er 1909 ein Studium der Evangelischen Theologie und der Philosophie an den Universitäten in Heidelberg, Halle und Erlangen auf. Während seines Studiums wurde er Mitglied des Hallenser und Heidelberger Wingolf, später auch des Marburger Wingolf. Er beendete 1912 sein Studium mit der Promotion zum Dr. phil. Anschließend arbeitete er als Lehrer an einer Kadettenanstalt. Am Beginn des Ersten Weltkrieges heiratete er die Pfarrerstochter Margarete Hachtmann. Das Ehepaar hatte fünf Kinder. Von 1914 bis 1918 nahm er als Kriegsfreiwilliger am Ersten Weltkrieg teil. Während des Krieges wurde er als Frontsoldat eingesetzt. Im Oktober 1915 wurde er Ordonnanzoffizier der 200. Inf.-Divis.
Ritter war ab 1919 als Pfarrer in Berlin tätig und im gleichen Jahr Gründungsmitglied des Jungdeutschen Bundes. Von 1919 bis 1921 war er Mitglied der Verfassungsgebenden Preußischen Landesversammlung und wurde anschließend in den Preußischen Landtag gewählt, dem er bis 1924 angehörte. Er beteiligte sich im Mai 1922 in Angern bei Magdeburg an der Vorbereitung der Gründung der Berneuchener Bewegung, die ab 1923 jährliche Treffen bis 1927 auf dem Rittergut Berneuchen in der Neumark, im heutigen Polen, veranstaltete. Die erste Einladung nach Berneuchen ging u. a. an die Pastoren Ludwig Heitmann in Hamburg, Eduard Le Seur in Berlin-Lichterfelde, Carl Gunther Schweitzer in Potsdam und Wilhelm Thomas in Augsburg.
1925 wechselte Ritter an die Universitätskirche Marburg. Hier zählte er 1931 mit Wilhelm Stählin und Carl Happich zu den Gründern der Michaelsbruderschaft und wurde ihr erster Leiter (Ältester). Darüber hinaus war er Mitglied der Freimaurerloge Zum flammenden Schwert in Darmstadt, die der christlichen Großen Landesloge der Freimaurer von Deutschland angehört. Nachdem ihm 1934 die Nationalsozialisten die Studentenseelsorge entzogen hatten, schloss er sich der Bekennenden Kirche an. Ende Mai 1934 nahm er an der Barmer Bekenntnissynode teil, bei der die Barmer Theologische Erklärung verabschiedet wurde.
Während des Zweiten Weltkriegs hielt er sich in Wien auf. Zusammen mit seinem Bruder Gerhard war er beim ersten Treffen des Reichsbruderrats nach dem Ende des Krieges vom 21. bis 24. August 1945 in Frankfurt-Sachsenhausen anwesend.
Als Pfarrer der Evangelischen Kirche von Kurhessen-Waldeck wurde Ritter 1946 Kirchenrat und 1952 Dekan des Kirchenkreises Marburg-Stadt. Ritter lehnte, wie sein Mitbruder Herbert Goltzen, 1962 die Einführung der Frauenordination in seiner Kirche entschieden ab. Er wollte auf keinen Fall aus der Hand einer Frau das Altarsakrament empfangen und wenn das bedeuten würde, dass er bis zu seinem Lebensende auf das heilige Abendmahl verzichten müsste. In der Forderung der Frauenordination sah er den „Gleichheitswahn der französischen Revolution, der in bedenklicher Weise auch in kirchlichen Gehirnen spuke“. 2007 wurde in Kassel-Bad Wilhelmshöhe die Stiftung zur Förderung des Gottesdienstes – Karl-Bernhard-Ritter-Stiftung gegründet, die jährlich den Gottesdienstpreis verleiht.

## Ehrungen
- Eisernes Kreuz 2. und 1. Klasse[2]
- Militärverdienstkreuz (Österreich) 3. Klasse mit Kriegsdekoration[2]
- Hanseatenkreuz  (Hamburg)[2]
- Ehrendoktorwürde der Theologischen Fakultät der Philipps-Universität Marburg

## Veröffentlichungen
- Über den Ursprung einer kritischen Religionsphilosophie in Kants ‘Kritik der reinen Vernunft’. Gütersloh 1913
- Volkstum und deutsche Zukunft. Berlin 1920
- Vom deutschen Staat. Hamburg 1922
- Die Gemeinschaft der Heiligen. Hamburg 1924
- Das Spiel vom großen Abendmahl. Frankfurt/M. 1924
- Das Brandenburger Domspiel vom Menschensohn. Frankfurt/M. 1925
- Das Vaterunser. Hamburg 1925
- Reich Gottes und Staatsgedanke. Wolfratshausen 1926
- Vom christlichen Stande der Ehelosigkeit. Berlin-Dahlem 1926
- Von dem, der da kommt. Schwerin 1926
- Das Gebet der Tageszeiten. Kassel 3/1929
- Das Gebet. Schwerin 1930
- Der Altar. Schwerin 1930
- Gottesdienst und Predigt. Schwerin 1930
- Sakrament und Gottesdienst. Schwerin 1930
- Freizeitgestaltung und Kirche. Schwerin 1930
- Gottesdienst zur 30jährigen Wiederkehr des Todestages König Gustav Adolfs am 16. September 1932. Göttingen 1932
- Silvester-Andacht. Göttingen 1932
- Litanei und Lobgesang. Kassel 1934
- Pfarrgebete. Kassel 3/1936
- Kirchengebete in Kriegszeiten. Kassel 1939
- Verwandlung des Lebens. Kassel 1940
- Wir haben eine Hoffnung. Kassel 1940
- Betbüchlein für Konfirmanden. Kassel 1940
- Fahrt zum Bosporus. Leipzig: Hegner, 1941
- Einige dringliche Fragen und Anliegen zur gegenwärtigen Lage und Aufgabe der evangelischen Kirche. Marburg 1945
- Rede zum Johannistag 1945. (o.A.) 1945
- Die Liturgie als Lebensform der Kirche. Kassel 1946
- Um die Zukunft der Kirche. Kassel 1947
- Über die Meditation als Mittel der Menschenbildung. Kassel 1947
- Die Zukunft des Herrn. Kassel 1947
- Entfallet nicht aus eurer Festung! Hamburg 1947
- Im Namen Jesu. Kassel 1947
- Gottes- und Marien-Sohn. Kassel 1948
- Andreas. Die Geschichte einer Wandlung. Gütersloh 1949
- Von der Zukunft der Christenheit. Kassel 1949
- Heilige Feier. Kassel 1950
- Das Jahr der Kirche. Kassel 2/1951
- Das tägliche Gebet. Kassel 2/1957
- Die Vorhalle. Kassel 1959
- Die eucharistische Feier. Kassel 1961
- Die Konfirmandenstunde. Kassel 1961
- mit Walter Lotz: An jedem Tag. Kassel 1963
- Kirche und Wirklichkeit. Gesammelte Aufsätze. Kassel 1971

Ritter verfasste zahlreiche Beiträge für die Zeitschrift Quatember.

## Nachlass
Ein Teil des Nachlasses von Karl Bernhard Ritter wird als Depositum im Hessischen Staatsarchiv Marburg (Bestand 340 Ritter b) aufbewahrt.